# 3 Makkabeeën
3 Makkabeeën of III Makkabeeën is een Joods geschrift, dat meestal tot de pseudepigrafen gerekend wordt. In sommige christelijke tradities rekent men het tot de apocriefen bij het Oude Testament. Het werk werd geschreven in het Oudgrieks in Alexandrië aan het einde van de eerste eeuw v.Chr.

## Inhoud en naamgeving

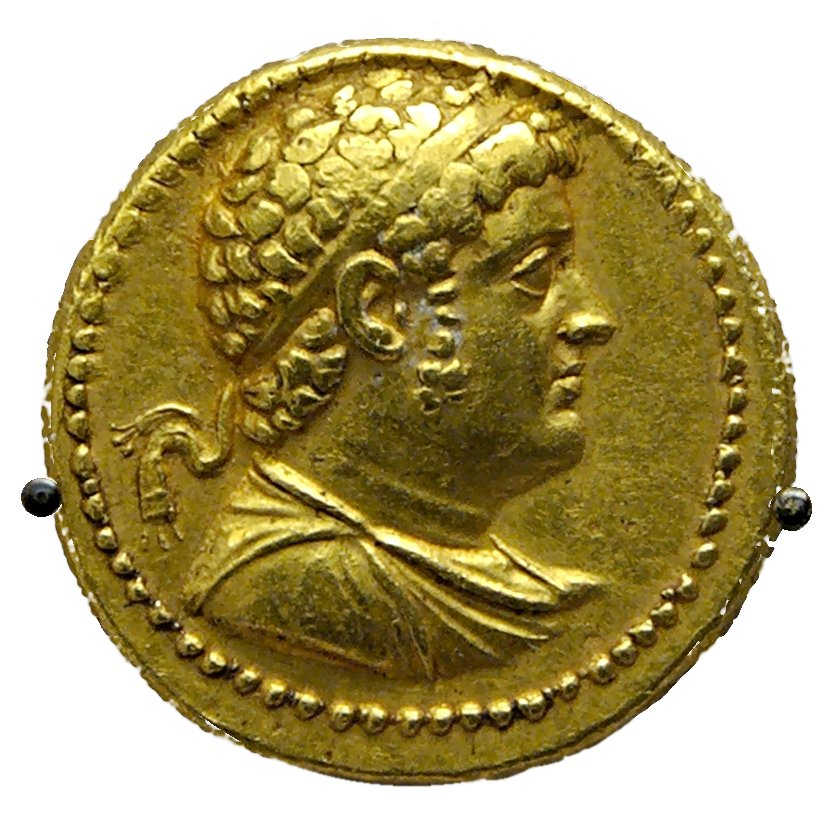
Munt met de afbeelding van de Ptolemaeïsche koning Ptolemaeus IV

Het boek verhaalt gebeurtenissen die zouden hebben plaatsgevonden onder de Ptolemaeïsche koning Ptolemaeus IV Philopator (221-205 v. Chr.). Deze zou, nadat hij in de Slag bij Raphia (217 v. Chr.) de Seleucidische koning Antiochus III verslagen had, de Joodse tempel in Jeruzalem zijn binnengegaan, waarbij hij ook het allerheiligste wilde betreden. Op wonderbaarlijke wijze werd hij daar echter van weerhouden. Dit wekt een zodanige haat tegen de Joden bij hem op, dat hij bij terugkomst in Alexandrië de Joodse gemeenschap in Alexandrië opdraagt offers te brengen aan de god Dionysus. Vrijwel alle Joden weigeren dit, waarna Ptolemaeus hen bijeen laat brengen in het hippodroom om hen ter dood te brengen. Het oordeel zal worden uitgevoerd door 500 olifanten dronken te voeren en deze vervolgens het hippodroom in te jagen, zodat zij de aanwezigen vertrappen. Op de dag dat het vonnis zou worden voltrokken, verslaapt Ptolemaeus zich echter, waardoor het bevel de olifanten los te laten uitblijft. Als de volgende dag de olifanten opnieuw dronken zijn gevoerd en klaar staan het hippodroom binnen te gaan, raakt Ptolemaeus plotseling zodanig in de war dat hij opnieuw het bevel niet kan geven. Als Ptolemaeus op de derde dag alsnog het bevel geeft de olifanten, begeleid door het Egyptische leger, naar het hippodroom te brengen en los te laten, verschijnen twee engelen bij de ingang van het hippodroom. De olifanten raken hierdoor zo in verwarring, dat zij zich omkeren en het leger van Ptolemaeus vertrappen. Daarop komt Ptolemaeus tot inkeer en herroept hij het vonnis dat hij ten uitvoer wilde brengen.
De inhoud van het boek heeft, ondanks de naam, niets te maken met de Makkabese opstand, die in 1 Makkabeeën en 2 Makkabeeën centraal staat. Dat het werk desondanks deze naam gekregen heeft, is vermoedelijk te danken aan de sterke overeenkomsten in thematiek en woordgebruik met 1 en (vooral) 2 Makkabeeën. Daarbij valt concreet te denken aan overeenkomsten tussen de wijze waarop Ptolemaeus beschreven wordt en Antiochus IV Epiphanes (tegen wie de Makkabeeën in opstand kwamen), en de verhalen uit 2 Makkabeeën over Heliodorus die de tempel wil binnen gaan en over de marteldood van Eleazar. De gebeurtenissen in 3 Makkabeeën worden echter zo'n vijftig jaar voor de Makkabese opstand gesitueerd.
Overigens zijn er tevens thematische parallellen met het Bijbelboek Esther en de eerste zes hoofdstukken van Daniël.

## Historiciteit
De in het boek verhaalde gebeurtenissen dragen een sterk legendarisch karakter. De beschreven gebeurtenissen vormen vermoedelijk een reflectie van latere spanningen, die teruggeprojecteerd worden naar een eerdere periode. Concreet valt daarbij te denken aan de Jodenvervolging tijdens de regering van Ptolemaeus VIII Physcon of de spanningen die ontstonden tussen de Helleense elite van Alexandrië en de Joodse gemeenschap, kort na 30 v. Chr., toen de Romeinen Egypte als Alexandria et Aegyptus inlijfden in het Romeinse Rijk. In het verleden is wel voorgesteld dat daarbij concreet gedacht moet worden aan de pogrom van 37-38 na Chr., maar de meeste tegenwoordige onderzoekers achten de verschillen met deze pogrom te groot en menen dat het boek eerder geschreven moet zijn.
Wel verwerkt de auteur in het verhaal enkele bekende historische gebeurtenissen (zoals de Slag bij Raphia, die ook genoemd wordt door Polybius) en sluit het beeld dat van Ptolemaeus IV wordt geschetst goed aan bij dat van schrijvers als Plutarchus, Strabo en Diodorus Siculus. Buiten 3 Makkabeeën zijn er geen aanwijzingen dat er in de tijd van Ptolemaeus IV Philopator spanningen waren tussen de Ptolemaeën en de Joodse gemeenschap in Alexandrië.
Interessant is dat Flavius Josephus in Contra Apionem II, 53-56 een vergelijkbaar (maar veel soberder beschreven) incident met olifanten vermeldt tijdens de regering van Ptolemaeus VIII Physcon (145-116 v. Chr.). Hoewel historici niet overtuigd zijn van Josephus' betrouwbaarheid in deze passage, wordt het gegeven dat er kennelijk twee soortgelijke verhalen bestonden, gecombineerd met de vermelding in 3 Makkabeeën van een jaarlijks terugkerende feestdag, vaak wel gezien als een aanwijzing dat achter de legendarische beschrijving een historische kern schuilgaat (hoewel men het er niet over eens is op welke Ptolemaeus deze dan betrokken moet worden).

## Receptiegeschiedenis
3 Makkabeeën maakt deel uit van de Septuagint, al ontbreekt het in twee van de belangrijkste handschriften daarvan (Codex Sinaiticus en Codex Vaticanus; de Codex Alexandrinus heeft het wel). Het is niet opgenomen in de Vulgaat. In de joodse traditie heeft men het werk nooit als canoniek beschouwd. Dat geldt ook voor het westerse christendom, zowel waar het gaat om de rooms-katholieke als om de protestantse traditie. Sommige Oosters-orthodoxe Kerken hebben het boek wel in hun Bijbeluitgaven opgenomen.